# کوردووا (آلاسکا)
کوردووا (به انگلیسی: Cordova) شهری در ناحیه سرشماری والدز-کوردووا ایالت آلاسکا است که جمعیت آن در سرشماری سال ۲۰۰۰ میلادی ۲۴۵۴ نفر بوده‌است.